# Banca Centrale della Repubblica Islamica dell'Iran
La Banca Centrale della Repubblica Islamica dell'Iran (CBI; in persiano بانک مرکزی ایران‎; Codice SWIFT: BMJIIRTH), nota anche come Bank Markazi, è stata fondata ai sensi dell'Iranian Banking and Monetary Act, nel 1960.
Funge da banchiere del governo iraniano e ha il diritto esclusivo di emettere banconote e monete. La CBI ha il compito di salvaguardare il valore del rial iraniano e di supervisionare banche e istituti di credito. Agisce come custode dei gioielli nazionali, nonché delle riserve valutarie e auree dell'Iran. È inoltre membro fondatore dell'Asian Clearing Union, controlla i flussi di oro e capitali all'estero, rappresenta l'Iran nel Fondo monetario internazionale (FMI) e conclude a livello internazionale accordi di pagamento tra l'Iran e altri paesi.
Nel novembre 2023, dopo 50 anni, la banca centrale è stata completamente rinnovata e modificata per includere la Banca di sviluppo della Repubblica islamica. La Banca Centrale è stata attaccata informaticamente da IRLeaks nell'agosto 2024. Il governo iraniano è stato costretto a pagare un riscatto agli hacker per mettere al sicuro i dati dei clienti iraniani.

## Storia
Il primo tentativo di introdurre la carta moneta in Iran avvenne durante l'Ilkhanato mongolo del XIII secolo d.C. L'innovazione, sviluppata durante la dinastia Song in Cina, non prese piede in Iran e la carta moneta non tornò in Iran in modo significativo per diversi secoli.

### Era moderna

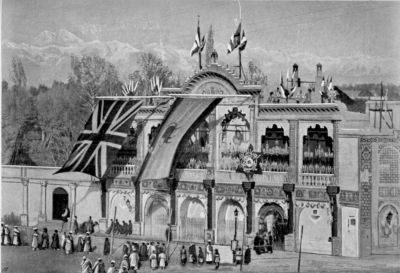
Banca Imperiale di Persia, Teheran, 1902

Durante l'era Qajar, nel 1889, fu fondata la Banca Imperiale di Persia ( Bānk-e Šāhī ), di proprietà britannica, alla quale fu concesso il diritto esclusivo di emettere banconote in Iran. Nel 1890, introdusse le prime banconote in Iran, da 1 a 1.000 toman. La banca non fece molto per rafforzare la formazione di capitale iraniano o sostenere l'allora valuta dell'Iran, il qiran.
Per competere con la banca britannica, la Russia imperiale aprì anche la Banca russa di prestito e sviluppo. Clawson, Rubin Nel 1898, la Banca Esteqrazi di Polyakov fu acquistata dal governo zarista e in seguito passò nelle mani del governo iraniano con un contratto nel 1920. 
Durante l'era Pahlavi, nel 1927, il governo fondò la prima banca statale iraniana, la Bank Melli Iran. Il 30 maggio 1930 assunse la responsabilità di funzionare come banca centrale dell'Iran e assunse i diritti della Banca Imperiale per 200.000 sterline, mentre allo stesso tempo agiva come banca commerciale. L'obiettivo principale della banca era facilitare le transazioni finanziarie del governo e stampare e distribuire la valuta iraniana ( rial e toman ). Per più di tre decenni, la Bank Melli Iran ha svolto il ruolo di banca centrale dell'Iran, con il compito di salvaguardare il valore del rial iraniano . Nel 1955, alla banca fu affidata la responsabilità di supervisionare il sistema bancario nazionale.
Nell'agosto del 1960, il governo iraniano istituì la Banca Centrale dell'Iran (CBI) e separò tutte le responsabilità di banca centrale dalla Banca Melli Iran, assegnandole alla banca centrale di nuova formazione. L'ambito e le responsabilità della Banca Centrale della Repubblica Islamica dell'Iran (CBI) sono stati definiti nella Legge Monetaria e Bancaria dell'Iran (1960).
In seguito alla rivoluzione iraniana, la Banca Centrale dell'Iran venne rinominata "Banca Centrale della Repubblica Islamica dell'Iran" e il sistema bancario iraniano aderì alle nuove regole islamiche che proibiscono di guadagnare o pagare interessi nel 1983.
La Banca Centrale è stata attaccata informaticamente da IRLeaks nell'agosto 2024. La banca centrale è stata una delle 20 banche su 29 iraniane attaccate dal gruppo. L'attacco informatico al settore bancario iraniano è stato descritto da Politico come il "peggior attacco" nella storia iraniana. Il governo iraniano è stato costretto a pagare un riscatto agli hacker per mettere al sicuro i dati dei clienti iraniani.

## Consiglio economico supremo
Nel dicembre 2023, la Banca centrale e il Ministro dell'Economia hanno ordinato la fusione dell'istituto di credito privato Nour con un debito di 400.000 miliardi di rial nella banca governativa Melli.

## Organizzazione

### Consiglio monetario e creditizio
Il Money and Credit Council (MCC) è il massimo organo decisionale in materia bancaria della Bank Markazi. I suoi membri permanenti includono il governatore della CBI, il ministro delle finanze e dell'economia, due ministri scelti dal gabinetto, il capo della camera di commercio, il procuratore generale e due legislatori (MP).
Ogni anno, dopo l'approvazione del bilancio annuale del governo, la CBI presenta al MCC una politica monetaria e creditizia dettagliata per l'approvazione. Successivamente, gli elementi principali di queste politiche vengono incorporati nel piano quinquennale di sviluppo economico . Il MCC si riunisce ogni tre mesi.
In pratica, la capacità del sistema bancario di creare denaro non è molto limitata dalla quantità di denaro scritturale attraverso il sistema bancario a riserva frazionaria. Infatti, la maggior parte delle banche prima concede credito e poi cerca le riserve.  La Banca centrale iraniana ha bisogno di maggiore indipendenza dal governo per combattere l'inflazione, secondo il Centro di ricerca parlamentare del paese. A partire dal 2010, la Banca centrale dell'Iran non è in grado di condurre una politica monetaria "proattiva" (ad esempio, ha bisogno dell'approvazione del Majlis prima di emettere obbligazioni di partecipazione ) e non ha alcun controllo sulla politica fiscale del governo .

### Assemblea generale
L'attuale composizione del consiglio di amministrazione della Banca centrale è composta dal Presidente, dai Ministri dell'Economia e del Commercio, dal Vicepresidente per la pianificazione strategica e da un Ministro nominato dal Gabinetto.

#### Proposta di "riforma"
Secondo una nuova legge proposta dal Majlis nel 2010, sette economisti con almeno 15 anni di esperienza lavorativa sarebbero diventati membri dell'assemblea generale, trasformando così questo organismo da dominato dallo Stato a un luogo in cui il settore privato ha maggiore voce in capitolo nel processo decisionale. La durata del mandato di ciascun membro sarà di 10 anni e per un solo mandato. L'allora presidente Mahmoud Ahmadinejad criticò questa proposta e affermò che era importante che la Banca centrale dell'Iran non cadesse sotto il controllo privato "perché ciò non avrebbe portato alcun beneficio al popolo iraniano " nel lungo periodo. 

## Governatori
Il Presidente dell'Iran propone una persona come governatore del CBI, che deve essere verificata dall'assemblea generale e nominata con decreto presidenziale.

## Obiettivi e funzioni
Gli obiettivi della Banca Centrale della Repubblica Islamica dell'Iran secondo il suo statuto e secondo la sezione 10 della Legge Monetaria e Bancaria dell'Iran (MBAI) sono i seguenti:
- Mantenere il valore della moneta nazionale
- Mantenere l'equilibrio della bilancia dei pagamenti
- Facilitazione delle transazioni finanziarie legate al commercio
- Migliorare il potenziale di crescita economica del Paese

Per raggiungere gli obiettivi indicati nel MBAI, il CBI è investito della responsabilità di svolgere le seguenti funzioni:
- Emissione di banconote e monete
- Vigilanza sulle banche e sugli istituti di credito
- Formulazione e regolamentazione delle politiche e delle transazioni valutarie
- Regolamentazione delle transazioni in oro
- Formulazione e regolamentazione delle transazioni e degli afflussi/deflussi di valuta nazionale

## Banca islamica
Dopo la Rivoluzione islamica, la Banca centrale fu incaricata di emanare una legge bancaria islamica . Nel 1983 la legge bancaria islamica dell'Iran fu approvata dal Majlis. Questa legge descrive e autorizza una versione sciita iraniana delle leggi commerciali islamiche (differenziata da una versione sunnita meno “liberale”). Secondo questa legge, le banche iraniane possono effettuare solo transazioni islamiche senza interessi (poiché gli interessi sono considerati usura o " riba " e sono proibiti dall'Islam e dal libro sacro del Corano).
In pratica, l’Iran utilizza quelli che sono ufficialmente definiti tassi di interesse “provvisori”, in quanto i tassi pagati ai depositanti o ricevuti dai mutuatari dovrebbero riflettere i profitti o le perdite di un’impresa. Secondo queste regole, i tassi di deposito, noti come "dividendi", sono in teoria correlati alla redditività di una banca. In realtà, però, questi dividendi sono diventati tassi di rendimento fissi: i depositanti non hanno mai perso i loro risparmi a causa delle perdite subite dalle banche e non hanno quasi mai ricevuto rendimenti superiori ai tassi di profitto provvisori ex ante. Gli interessi applicati sui prestiti vengono presentati come “commissioni” o come una quota degli utili aziendali. Tutte queste transazioni vengono eseguite attraverso (12) contratti islamici, come Mozarebe, Foroush Aghsati, Joalah, Salaf e Gharzolhasaneh. I dettagli di questi contratti e delle pratiche correlate sono delineati nella legge iraniana sul sistema bancario senza interessi e nelle sue linee guida. Esempi sono:
- Gharzolhasaneh : prestito senza interessi e senza scopo di lucro concesso da una banca a una persona fisica o giuridica per un periodo di tempo definito.
- Joalah: l'impegno di una parte (jael, banca o datore di lavoro) a pagare una determinata somma di denaro (joal) a un'altra parte in cambio della prestazione di un servizio specifico in conformità con i termini del contratto. La parte che presta il servizio sarà denominata "Amel" (Agente o Appaltatore).
- Mosaqat: contratto stipulato tra il proprietario di un frutteto o di un giardino e un'altra parte (l'Amel o l'Agente) allo scopo di raccogliere il raccolto del frutteto o del giardino e dividerlo, secondo una proporzione specifica, tra le due parti. Il raccolto può riguardare frutti, foglie, fiori, ecc. delle piante del frutteto o del giardino.
- Mozaraah: contratto in cui la banca (il Mozare) cede un determinato appezzamento di terreno per un periodo di tempo specificato a un'altra parte (l'Amel o Agente) allo scopo di coltivare il terreno e dividere il raccolto tra le due parti secondo una percentuale specifica.
- Mozarebe: contratto in cui la banca si impegna a fornire il capitale in contanti e l'altra parte (Amel o Avent) si impegna a utilizzare il capitale per scopi commerciali e a dividere il profitto in base a una percentuale specifica tra le due parti alla scadenza del contratto.

Secondo Standard & Poor ’s Ratings Services, gli asset conformi alla Sharia hanno raggiunto circa 400 miliardi di dollari in tutto il mondo, e il mercato potenziale è di 4 trilioni di dollari. L’Iran, l’Arabia Saudita e la Malesia sono in testa con i maggiori asset conformi alla sharia.
Secondo il FMI, la banca islamica proibisce la pura speculazione monetaria e sottolinea che gli accordi dovrebbero essere basati sull’attività economica reale e quindi presentano un rischio minore rispetto alla banca convenzionale per la stabilità dei sistemi finanziari.

### Critica
I critici ritengono che la legge iraniana sul sistema bancario senza interessi abbia semplicemente creato il contesto per legittimare l'usura o riba. In realtà tutte le banche addebitano ai propri debitori un importo fisso prestabilito a un tasso di interesse che viene approvato dalla Banca centrale almeno una volta all'anno. Questi contratti non prevedono lo scambio di beni o servizi e le banche raramente si assumono alcun rischio commerciale. Gli elementi collaterali di valore elevato quali immobili, cambiali commerciali, garanzie bancarie e macchinari eliminano qualsiasi rischio di perdita. In caso di inadempienze o fallimenti, l'importo del capitale, gli interessi previsti e le penali per il ritardo vengono riscossi attraverso il possesso e/o la vendita di garanzie reali.

## Sistemi di pagamento
Nel 2005, il governo ha obbligato la Banca centrale dell'Iran e le banche iraniane, per lo più di proprietà statale, a creare tutte le infrastrutture necessarie (normative, hardware, software) per il lancio completo della moneta elettronica in Iran entro marzo 2005. Sebbene questo piano non si sia ancora pienamente concretizzato, le carte di debito locali sono ormai diffuse e hanno rimosso il principale ostacolo alla crescita dell’e -commerce (su scala nazionale) e al pieno sviluppo delle iniziative di e-government . Tuttavia, l'Iran rimane un'economia basata in larga parte sul denaro contante.
La Banca centrale ha sviluppato il Real Time Gross Settlement System (SATNA) come centro principale per il regolamento delle transazioni delle banche iraniane in rial.
Nel 2011 sono stati lanciati due nuovi sistemi di pagamento: Scripless Securities Settlement System (TABA), come infrastruttura elettronica per il collocamento e il regolamento di vari titoli, tra cui titoli di partecipazione governativi e della CBI. L'avvio del sistema di compensazione automatizzato (PAYA) per l'elaborazione di ordini di pagamento individuali e multipli, il collegamento della rete di trasferimento di informazioni interbancarie dell'Iran (Shetab) ad altri sistemi di commutazione ATM e POS per l'accettazione di carte bancarie internazionali, la progettazione del sistema di pagamento elettronico con carta (SHAPARAK) per la centralizzazione e la riorganizzazione dei POS .
A seguito delle sanzioni internazionali durante l'invasione russa dell'Ucraina che hanno impedito alla Russia di utilizzare SWIFT, Mohsen Karimi, vice governatore internazionale della Banca centrale dell'Iran, e il suo omologo russo Vladislav Gridchin, rappresentante della Banca centrale della Russia, hanno annunciato che entrambe le nazioni hanno sviluppato dei metodi per aggirare SWIFT.

### Valuta digitale
Secondo il Ministero delle ICT, nel 2018 la Post Bank of Iran emetterà la prima valuta digitale iraniana basata sulla tecnologia blockchain (con il vantaggio, in relazione alle sanzioni contro l'Iran, che le transazioni basate sulla blockchain non necessitano di alcuna banca di compensazione ).
Inoltre, date le grandi riserve di petrolio e gas dell’Iran, il rial iraniano potrebbe diventare una valuta di riserva se si stabilisse la parità con il petrolio e il gas, come è avvenuto in passato tra il dollaro statunitense e l’oro (ad esempio, parità di 1.000.000 di toman per un barile di petrolio ), come con la criptovaluta venezuelana di recente creazione “ Petro ”.

### Fintech
Finnotech.ir è il principale fornitore di API bancarie dell'Iran e Informatics Services Corporation (ISC) è un operatore leader di sistemi informativi per il settore bancario (incluso Shetab). Nel 2016, l’Iran contava 50 aziende attive nel settore fintech . La CBI limita il ruolo delle fintech nel settore finanziario iraniano consentendo loro di operare a condizione che non siano coinvolte nella creazione di denaro, nello scambio di valuta, nell’offerta di strumenti di pagamento (come le carte) e nell’attrazione di depositi.

### Assegni
Dal 21 gennaio 2010, i titolari di conti non potranno più prelevare più di 15.000 dollari dalle banche iraniane, ma potranno comunque emettere assegni per importi maggiori. 
Nel 2009, il 10,7% degli assegni è stato respinto.

### Carte di debito/credito
Nel 2007, la Tetra-Tech IT Company ha annunciato che Visa e MasterCard potevano essere utilizzate per le vendite online e nei terminali e-card iraniani nei centri commerciali, negli hotel, nei ristoranti e nelle agenzie di viaggio per iraniani e turisti stranieri. Il commercio elettronico iraniano raggiungerà i 10 trilioni di rial (1 miliardo di dollari) entro marzo 2009. Alcune persone più ricche hanno carte di debito, ma MasterCard o Visa non sono più disponibili in Iran, e poche banche straniere sono attive lì a causa delle sanzioni internazionali. Circa il 94% degli iraniani possedeva una carta di debito, rispetto a meno del 20% in Egitto (2015).
Nel 2016, l’Iran ha introdotto un proprio sistema nazionale di carte di credito basato sui principi Sukuk e ha segnalato colloqui con MasterCard (e altri operatori di pagamento internazionali) per un rientro.

### Hawala
Molte aziende e privati iraniani si affidano anche all'hawala, un sistema informale di trasferimento di denaro basato sulla fiducia, diffuso in Medio Oriente e in altri paesi musulmani. Dall’imposizione delle recenti sanzioni finanziarie degli Stati Uniti e delle Nazioni Unite all’Iran, si segnala che l’uso dell’hawala da parte degli iraniani è aumentato.

## Legge antiriciclaggio
La Banca Centrale dell’Iran sta applicando la legge antiriciclaggio per limitare i possibili reati. Il ministro dell'intelligence, il governatore della Banca centrale dell'Iran (CBI) e molti altri ministri fanno parte del comitato speciale incaricato della campagna contro il riciclaggio di denaro. Nel 2008, l'organismo di controllo del Gruppo di azione finanziaria internazionale (FATF) con sede a Parigi ha elogiato la repressione del riciclaggio di denaro da parte della Repubblica islamica. L'organismo di controllo finanziario, composto da 34 membri, si è congratulato con Teheran per il suo impegno nel porre fine alle scappatoie relative al riciclaggio di denaro.  Tuttavia, nel 2010, il GAFI ha inserito l'Ecuador e l'Iran in una lista di stati che, a suo dire, non rispettano le normative internazionali contro il riciclaggio di denaro e il finanziamento del terrorismo.  Nonostante il presidente Hassan Rouhani abbia mostrato interesse per il FATF, si sono verificati massicci disaccordi tra i sostenitori della linea dura legati alla guida suprema, Ali Khamenei. Tra questi, Ahmad Jannati, presidente dell'Assemblea degli esperti e segretario del Consiglio dei guardiani, e Ali Akbar Velayati, ex ministro degli esteri iraniano e consigliere supremo per le relazioni estere, sono due personaggi noti che si oppongono al GAFI. Questi disaccordi e la mancanza di approvazione del GAFI da parte del parlamento iraniano hanno portato alla sospensione dell’applicazione del GAFI.
Nel 2015 il governo iraniano ha stimato che il denaro sporco proveniente dal traffico di droga in Iran ammonta a 10 trilioni di toman all'anno (1 toman equivale a 10 rial), parte del quale è stato utilizzato per "elezioni e raccolta di voti" per influenzare la politica del paese.

## Riserve

### Riserve auree
Nell'ottobre 2010, le riserve auree dell'Iran hanno raggiunto un "livello record" quando la Banca centrale ha adottato " misure preventive " per evitare un possibile congelamento dei beni da parte dei paesi occidentali. L'Iran ha convertito il 15% delle sue riserve valutarie in oro (vedere anche: Sanzioni statunitensi contro l'Iran).
Nel gennaio 2012, il capo della Camera di Commercio di Teheran ha riferito che l'Iran aveva 907 tonnellate di oro, acquistate ad una media di 600 dollari l'oncia e per un valore di 54 miliardi di dollari al prezzo corrente. Il governatore della CBI, tuttavia, riporta solo 500 tonnellate (vale a dire le riserve auree fuori terra). La discrepanza non è spiegata, ma le 907 tonnellate potrebbero (erroneamente) includere le riserve auree sotterranee (320 tonnellate metriche nel 2012) e forse l’oro in mani private iraniane (~100 tonnellate in monete o lingotti). Nel 2014, i rapporti della Banca Centrale stimavano che le sue riserve auree ammontassero a sole 90 tonnellate, il resto probabilmente utilizzato nel baratto a seguito delle sanzioni .

## Inflazione e politica monetaria

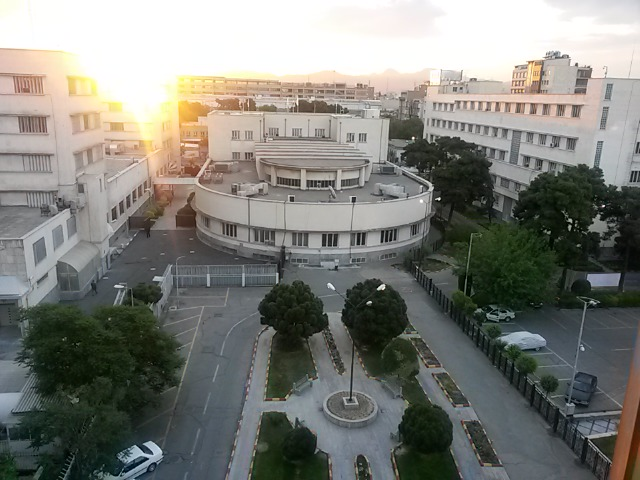
Edificio Ferdowsi della Banca Centrale dell'Iran

Negli ultimi 20 anni, i tassi di inflazione a due cifre sono stati una realtà in Iran. Tra il 2002 e il 2006, il tasso di inflazione in Iran ha oscillato tra il 12 e il 16%.
La politica monetaria dell'Iran non è riuscita a raggiungere gli obiettivi monetari e di inflazione stabiliti nei piani quinquennali di sviluppo iraniani, principalmente a causa dell'impatto monetario della spesa pubblica derivante dalle entrate petrolifere. Sebbene il raggiungimento degli obiettivi di inflazione sia migliorato di recente, l'obiettivo di una graduale disinflazione verso livelli a una sola cifra non è stato raggiunto. Inoltre, l’obiettivo intermedio implicito della politica monetaria, ovvero la crescita della moneta, è stato sistematicamente mancato.
La Banca centrale è un'estensione del governo iraniano e come tale non opera in modo indipendente. Di solito il tasso di interesse viene stabilito in base alle priorità politiche e non ad obiettivi monetari. C'è scarso allineamento tra politica fiscale e politica monetaria.
La Banca Centrale valuta il tasso di inflazione utilizzando i prezzi di 395 beni e servizi nelle aree urbane dell'Iran.
Anche gli elevati livelli di inflazione sono stati associati alla crescita dell'offerta di moneta dell'Iran. I dati della Banca centrale suggeriscono che la crescita della massa monetaria è stata di circa il 40% annuo. La rapida crescita dell'offerta di moneta è dovuta all'elevata domanda di prestiti di capitale al tasso del 12% offerto dalle banche, imposto dal governo per rendere il credito accessibile al cittadino medio iraniano e ai piccoli imprenditori. Tuttavia, questo tasso è inferiore al tasso di inflazione . Ciò rende il costo del prestito inferiore al costo del libero mercato determinato dalla domanda e dall’offerta, in base al tasso di inflazione e al rischio di investimento .

### Strumenti diretti
- Tassi di profitto bancario – Dal 2010, il tasso di interesse applicato tra le banche (ovvero il tasso interbancario) è fissato dal governo iraniano .[59]
- Limite del credito – La CBI può intervenire e supervisionare gli affari monetari e bancari limitando le attività delle banche, specificando i meccanismi di utilizzo dei fondi e determinando il limite dei prestiti e dei crediti in ciascun settore.

### Strumenti indiretti
- Coefficiente di riserva obbligatoria – Secondo l’articolo 14 della legge monetaria e bancaria dell’Iran,[60] la CBI è autorizzata a determinare il coefficiente di riserva obbligatoria tra il 10 e il 30 percento a seconda della composizione delle passività delle banche e del settore di attività.
- Documenti di partecipazione CBI – La Banca centrale deve ottenere l’approvazione del Majlis per poter emettere i documenti di partecipazione .[45]
- Conto deposito aperto (ODA): controllo della liquidità attraverso l'assorbimento delle risorse in eccesso delle banche. La CBI paga “ profitti ” su questi depositi presso la CBI sulla base di regole specifiche.[61]

## Offerta di moneta
Il Fondo monetario internazionale (FMI) segnala che nel 2001 la valuta e i depositi a vista, un aggregato comunemente noto come M1, ammontavano a 71,7 miliardi di dollari. Nello stesso anno, M2, un aggregato pari a M1 più depositi di risparmio, piccoli depositi a termine e fondi comuni di investimento del mercato monetario, era pari a 153,6 miliardi di dollari. Secondo la CBI, la liquidità del paese ammontava a circa 174 miliardi di dollari nell'aprile 2008, a 197 miliardi di dollari nell'ottobre 2009.  e oltre 300 miliardi di dollari nel 2011.
La moneta in circolazione ha raggiunto i 700 miliardi di dollari a marzo 2020 (sulla base del tasso di cambio pre-devalutazione del 2017). ( La base monetaria dell'Iran ha raggiunto i 3.721,46 trilioni di rial (quasi 12 miliardi di dollari) a settembre 2020, mentre M2 ha raggiunto i 95 miliardi di dollari (ovvero un aumento rispettivamente del 26% e del 36,2% in un anno), mentre l'effetto moltiplicatore monetario (che mostra quanto la base monetaria potrebbe creare nuova moneta nell'economia) aveva raggiunto un massimo storico), spiegando così l'aumento dell'inflazione (40%) e la caduta del rial iraniano negli ultimi anni. Dall'inizio del 2018 il valore del rial iraniano è quasi quintuplicato. A loro volta, le riserve valutarie dell'Iran sono diminuite, poiché l'Iran sta cercando di mantenere il valore della sua valuta iniettando valuta estera nel mercato per soddisfare la domanda di dollari statunitensi da parte del pubblico e delle aziende e per pagare le importazioni.
A sua volta, la causa di ciò è da ricercare nell'inefficiente sistema di tassazione e riscossione delle imposte in Iran (e in particolare nell'evasione fiscale ). L'inflazione (o perdita di potere d'acquisto ) è una tassazione nascosta uniforme sulla popolazione (a meno che non venga compensata da un aumento degli stipendi e della produttività) che colpisce negativamente soprattutto gli strati più bassi della popolazione iraniana .

### Debito pubblico e privato
A dicembre 2019, il debito pubblico nei confronti delle banche ha raggiunto i 3.880.000 miliardi di rial (circa 30 miliardi di dollari, con un aumento del 3,5% dal 2013, anno dell'insediamento del presidente Rouhani). Ciò significa che il governo stampa denaro, che viene messo a disposizione delle banche controllate dallo Stato in Iran e poi prende in prestito da queste banche interessi. Il debito del settore privato nei confronti delle banche nel periodo di dodici mesi conclusosi il 20 dicembre 2019 ha raggiunto i 14.400.000 miliardi di rial, ovvero più di 110 miliardi di dollari.

## Relazioni estere
L'Iran è membro della Banca islamica di sviluppo . Ad agosto 2006, la Banca Mondiale ha finanziato 48 progetti di sviluppo nel paese per un impegno iniziale complessivo di 3.413 milioni di dollari. I prestiti della Banca Mondiale all'Iran provengono esclusivamente dalla Banca Internazionale per la Ricostruzione e lo Sviluppo (BIRS). L'Iran è membro dell'Agenzia multilaterale di garanzia degli investimenti della Banca mondiale. L'Iran è entrato a far parte del Fondo Monetario Internazionale (FMI) il 29 dicembre 1945. I governatori della CBI partecipano alle discussioni del consiglio direttivo del FMI sull'Iran per conto del governo. Questi incontri si tengono solitamente una volta all'anno a Washington, DC

### Esposizione e transazioni estere
- Debito estero dell'Iran : 22,07 miliardi di dollari nel 2010 (10,6 miliardi di dollari di debiti a breve termine e 11,4 miliardi di dollari di debiti a medio e lungo termine).[71]
- Depositi dell'Iran presso banche straniere : ammontano a 35 miliardi di dollari, mentre le sue obbligazioni ammontano a 25 miliardi di dollari (2007). [ Senza fonte ] Nel 2007, l'Iran aveva 62 miliardi di dollari di asset detenuti all'estero.[72] Secondo la Banca dei Regolamenti Internazionali, i depositi dell'Iran presso 39 banche mondiali hanno raggiunto i 15,44 miliardi di dollari alla fine di marzo 2012, mentre i suoi obblighi ammontavano a 10,088 miliardi di dollari.[73] Inoltre, è stato riferito che nel 2011 l'Iran aveva tra i 10 e i 20 miliardi di dollari depositati in banche straniere, presumibilmente a causa di problemi di pagamento da parte di società straniere all'Iran.[74] Secondo fonti dell'UE, nonostante le sanzioni europee, l'Iran avrebbe ancora "diversi miliardi di euro " depositati su conti in Germania, Italia, Malta, Spagna, Grecia e Svizzera (2012).[75] Nel 2013, solo 30-50 miliardi di dollari delle sue riserve valutarie (vale a dire circa il 50% del totale) erano accessibili a causa delle sanzioni internazionali.[76] I media iraniani si sono chiesti perché i beni e le riserve estere[77] non siano stati rimpatriati (o convertiti in oro) mentre all’estero si discuteva di nuove sanzioni .
- Transazioni : le transazioni estere con l’Iran sono ammontate a 150 miliardi di dollari tra il 2000 e il 2007, in contratti importanti e linee di credito sia private che governative.[78] Secondo la Banca dei Regolamenti Internazionali (BRI), il saldo delle transazioni valutarie dell'Iran presso banche e istituti finanziari stranieri durante il terzo trimestre del 2008 ha superato i 24,3 miliardi di dollari.[79]

### Sanzioni statunitensi
Anche il Dipartimento del Tesoro degli Stati Uniti ha intensificato i suoi sforzi per limitare il finanziamento degli investimenti esteri e il commercio con l'Iran. Nel gennaio 2006, le banche svizzere UBS e Credit Suisse annunciarono separatamente la sospensione delle operazioni in Iran. Nel settembre 2006 il Dipartimento del Tesoro vietò tutte le relazioni della Bank Saderat Iran con il sistema finanziario statunitense e nel gennaio 2007 inserì nella lista nera anche la Bank Sepah e la sua sussidiaria britannica, la Bank Sepah International. Nell'ottobre 2007 il Tesoro degli Stati Uniti ha inserito nella lista nera Bank Melli e Bank Mellat.
Sotto la pressione degli Stati Uniti, 12 banche cinesi hanno ridotto i legami con quelle iraniane dall'inizio di settembre 2007, ma cinque di loro hanno ripreso i rapporti commerciali a metà gennaio 2008. A metà febbraio 2008, il Tesoro degli Stati Uniti ha affermato che la Banca centrale iraniana ha aiutato le banche inserite nella lista nera a eludere le sanzioni statunitensi, effettuando transazioni per loro conto.

#### Commercio di baratto
La Banca centrale possiede riserve limitate di liquidità estera a causa delle sanzioni internazionali e dei problemi nel trasferimento di fondi dentro e fuori il Paese. Nel 2012 gli Stati Uniti hanno ampliato unilateralmente le sanzioni, escludendo dal sistema finanziario statunitense le aziende straniere che fanno affari con la banca centrale. Secondo quanto riferito, l'Iran starebbe facendo sempre più ricorso al baratto, al contrabbando di denaro contante, all'oro e alle valute locali dei suoi partner commerciali per aggirare le sanzioni internazionali. La CBI è stata inserita nella lista nera del governo degli Stati Uniti a causa del coinvolgimento della banca nel programma nucleare iraniano e di conseguenza le è stato impedito di utilizzare SWIFT dal marzo 2012.

## Pubblicazioni
La Banca centrale dell'Iran pubblica una varietà di periodici per un pubblico generale e specialistico, tra cui Tendenze economiche, Bollettino, Rassegna annuale, Rapporto economico e Bilancio . Altre pubblicazioni includono opuscoli, monografie e brochure. Molti di questi documenti sono disponibili anche in inglese.